# Псамметіх I
Псамметіх I  (Псамтік)— давньоєгипетський фараон з XXVI (Саїської) династії.

## Життєпис
Спільно з батьком, номархом Нехо I, виступав спочатку проти Ассирії, а потім на боці останньої проти Танутамона. Після загибелі батька у битві з кушитами Псамметіх утік до Ассирії, де допомагав Ашшурбанапалу вигнати з Єгипту Танутамона.

### Сходження на престол
За Геродотом, сходження Псамметіху до трону почалось з жертвопідношення для Пта.
Якось, коли Псамметіх прийшов до жертвопідношення богу Пта, жрець хибно дав одинадцять золотих чаш для жервтопідношення, замість дванадцяти. Псамметіху золотої чаши не дісталось, та кмітливий номарх підносив жертву з мідного шолому. Псамметіха заарештували, але не вбили. На покарання, Псамметіха залишили без більшості територій, залишив з премаленькою прибережною рисочкою земель. 
Через деякий час армія Псамметіха з іонійцями захопила контроль над Єгиптом. 
Скориставшись труднощами, які мала Ассирія в середині VII століття до н. е., Псамметіх I оголосив себе незалежним правителем приблизно на 4 році правління (бл. 660 до н. е.). Нині немає жодних відомостей, на підставі яких можна було б стверджувати, яким чином відбулось відокремлення Єгипту від Ассирії. На думку деяких дослідників, Ассирійська держава того періоду була зайнята війнами в інших областях, тому їй було більш вигідно мати в особі Псамметіха союзника, ніж ненадійного підданого.
Спершу Псамметіх закріпив свою владу у Нижньому Єгипті. Правителі північних областей ворогували одне з одним, що вкрай ускладнювало об'єднання країни. Для цього Псамметіху знадобились значні військові сили. У північній частині країни місцеві правителі за своїм походженням були вождями лівійських найманців. Для їх придушення Псамметіху довелось, імовірно, спиратись не на місцевих, а на прийдешніх воїнів.
За ствердженням грецької легенди Псамметіху та його прибічникам надали допомогу грецькі (іонійські) та карійські найманці з Малої Азії. Щодо повідомлень з ассирійських джерел, вони казали, що лідійський цар Гігес відрядив воїнів до Псамметіха. Потім витіснив з Фів кушитів Танутамона, та, імовірно, до 656 року до н. е. об'єднав усю країну, ставши законним фараоном усього Єгипту. Процес об'єднання був украй складним, тому Псамметіху I довелось витратити багато сил і часу. Відомо, що своє царювання він розпочав 664 року до н. е. Також безсумнівним є той факт, що Фіви залишались під владою ефіопського царя Танутамона до 658/657 років. Псамметіх I витратив 9 років на остаточне об'єднання Єгипту, поки 651 року до н. е. на троні міцно не закріпилась XXVI (Саїська) династія.
Геродот, який відвідував Єгипет уже після перського завоювання, у другій книзі своєї «Історії» залишив цілу низку цікавих оповідань, присвячених возвеличенню та правлінню Псамметіха. Слід відзначити, що відомості грецького історика відносно єгипетської історії стали в цілому достовірними тільки з кінця Саїського періоду (навіть у повідомленнях про правління нубійців присутня плутанина в іменах і подіях). Геродот називав винуватцем возвеличення Псамметіха I верховного жерця бога Пта. Після звільнення країни від ефіопів дванадцять правителів Єгипту зібрались для жертвопринесення у храмі Пта (якого Геродот називає Гефестом) у Мемфісі, однак верховний жрець помилково видав одинадцять (на одну менше) золотих чаш, і Псамметіх винахідливо використав замість чаші свій бронзовий шолом. Однак Псамметіх не врахував раніше оголошеного пророцтва оракула про те, що той, хто вип'є з мідної чаші отримає владу над усім Єгиптом. Відповідно, решта правителів побачили у вчинку їхнього конкурента спробу узурпації верховної влади. Однак, допитавши Псамметіха, вони дійшли висновку, що його дії були спонтанними та ненавмисними, й постановили для нього м'яку міру покарання — позбавили більшості володінь, залишивши йому незначну прибережну смугу землі.
Відповідно до популярної легенди, пересказаної Геродотом, Псамметіх, який втратив свої володіння, почував себе несправедливо покараним і звернувся до оракула Фів у Буто й отримав відповідь. Богиня обіцяла Псамматіху перемогу над його суперниками та ассирійцями, якщо він прийме до себе на службу «мідних людей з моря». Зустрівши постраждалих від затоплення судна, одягнених у мідні обладунки грецьких гоплітів (можливо, іонійців та карійців, що займались морськими грабунками), фараон вирішив, що то і є передбачені оракулом «мідні люди з моря». Дійсно, в армії фараонів Пізнього царства служило багато грецьких найманців. Але причиною тому була колонізація греками Середземномор'я, яка зробила з Греції головний центр світової цивілізації в античності.
Німецький історик Едуард Меєр, відзначаючи реальний базис народної легенди, пересказаної Геродотом, висловив припущення, що іонійські та карійські найманці насправді були не піратами, а підкріпленням, навмисне відрядженим лідійським царем Гігесом для допомоги у спільній боротьбі проти ассирійського панування.

### Посилення Єгипту
За Псамметіха відбулась значна централізація країни, що дозволило подолати могутність самостійних місцевих правителів, що роздирали Єгипет упродовж всього Третього перехідного періоду. Псамметіх прагнув підкорити номархів своїй владі та затверджував їх на посадах. Однак влада деяких номархів була досить сильною. Могутній володар Гераклеополя поєднав у своїй особі владу номарха, звання жерця місцевого божества, керував судноплавством ледь не у всій державі та керував середньою частиною країни.
У Фівах продовжував правити старий володар Монтуемхет, якого Ашшурбанапал навіть називав царем Фів. Хоча Монтуемхет зберігав свої привілеї та повноваження, проте вже не міг передати свою владу у спадок. Положення у Фівах ускладнювалось ще й присутністю там нубійської царівни Аменердіс II, дочки Тахарки, «дружини бога Амона». На 9-му році свого царювання Псамметіх віддав свою дочку Нейтікерт нубійській царівні за «дочку» й наступницю.
Утім, незважаючи на родинні зв'язки з володарями Фів, Псамметіх був і залишався північним фараоном. За своє понад 50-річне царювання він майже не залишив слідів будівельної діяльності у Фівах, натомість багато будував у Нижньому Єгипті, особливо у Мемфісі. На збиток фіванському богу Амону, який упродовж багатьох століть очолював єгипетський пантеон, Псамметіх почав висувати богів Дельти — передусім богиню Нейт — покровительку Саїса, а також бога Мемфіса Пта і стародавнього Осіріса.
Псамметіх сприяв грецьким купцям і ремісникам. У Дельті виникли грецькі торгові факторії, з яких особливо великою був порт Навкратіс. Авторитет Псамметіха у грецькому світі був настільки великим, що сприяв просуванню єгипетського культурного впливу у Середземномор'ї. Тиран Коринфа Періандр мав гарні стосунки з Саїським Єгиптом та навіть назвав іменем єгипетського фараона свого племінника, який через смерть усіх п'яти синів тирана успадкував 585 року до н. е. владу над полісом.
Маючи намір відновити втрачену велич Єгипту, Псамметіх звернувся до періоду Стародавнього царства як до такого, що найбільше відповідав духу єгипетського народу. Всі подальші зміни, особливо ті, що належали до періоду «космополітичного» Нового царства, були визнані чужоземними й переслідувались. Стараннями жерців, які підтримували Псамметіха та його наступників, з релігійної традиції Пізнього царства викреслювались усі найновіші нашарування. З пантеону було виключено всіх чужоземних божеств, в основному семітського походження. Таким чином, Сет, який, незважаючи на притаманні підступність і підлість, первинно широко шанувався як бог війни, набув рис чіткого втілення всіх вад і замінив Апопа як головний негативний персонаж єгипетської міфології.
З іншого боку, культи Ісіди, Бастет й божественного Імхотепа сягнули найбільшого поширення, а храми Дельти (Саїса, Буто, Бубастіса й Атрибіса) стали найбагатшими в країні, відтіснивши на другий план храми стародавніх богів Ра, Амона та Пта. Було відновлено шанування царів Раннього та Стародавнього царств. А їх мастаби та піраміди в околицях стародавньої столиці Єгипту Мемфіса, а також Абідоса були відреставровані.

### Зовнішньополітична діяльність
Псамметіх вжив кількох спроб відновити єгипетське володарювання в Азії, однак тривала облога філістимського Ашдода забрала у єгиптян надто багато сил, а вторгнення скіфських племен, які пройшли через всю Ассирію та проникнули на південь до самих кордонів Єгипту, бл. 625 року до н. е. змусило відмовитись від територіальної експансії у Східному Середземномор'ї. Посилення Вавилонії та Мідії спонукало Псамметіха наприкінці царювання підтримувати Ассирію.

10 березня 2017 археологи з Єгипту та Німеччини в підземних водах нетрів Каїра виявили залишки стародавньої 8-метрової єгипетської статуї, які, на думку міністра у справах старожитностей та культурної спадщини Єгипту Халеда Ель-Анані, могли б зобразити фараона Псамметіха I.